# Le Vernet, Ariège

Le Vernet este o comună în departamentul Ariège din sudul Franței. În 1 ianuarie 2022 avea o populație de 693 de locuitori.